# Volta Ciclista a Catalunya 2018
La Volta Ciclista a Catalunya 2018, novantottesima edizione della corsa e valida come nona prova dell'UCI World Tour 2018 categoria 2.UWT, si svolse in sette tappe dal 19 al 25 marzo 2018 su un percorso complessivo di 1 136,6 km, con partenza da Calella e arrivo a Barcellona, in Spagna. La vittoria fu appannaggio dello spagnolo Alejandro Valverde, il quale completò il percorso in 28h25'07", alla media di 39,995 km/h, precedendo il colombiano Nairo Quintana e il francese Pierre Latour.
Sul traguardo di Barcellona 114 ciclisti, su 175 partiti da Calella, portarono a termine la competizione.

## Tappe
| Tappa  | Data     | Percorso                          | km      | Vincitore di tappa    | Leader cl. generale |
| ------ | -------- | --------------------------------- | ------- | --------------------- | ------------------- |
| 1ª     | 19 marzo | Calella > Calella                 | 152,3   | Álvaro Hodeg          | Álvaro Hodeg        |
| 2ª     | 20 marzo | Mataró > Valls                    | 175,6   | Alejandro Valverde    | Alejandro Valverde  |
| 3ª     | 21 marzo | Sant Cugat del Vallès > Camprodon | 153,2   | Thomas De Gendt       | Thomas De Gendt     |
| 4ª     | 22 marzo | Llanars > La Molina               | 170,8   | Alejandro Valverde    | Alejandro Valverde  |
| 5ª     | 23 marzo | Llívia > Vielha Val d'Aran        | 212,9   | Jarlinson Pantano     | Alejandro Valverde  |
| 6ª     | 24 marzo | La Pobla de Segur > Torrefarrera  | 117     | Maximilian Schachmann | Alejandro Valverde  |
| 7ª     | 25 marzo | Barcellona > Barcellona           | 154,8   | Simon Yates           | Alejandro Valverde  |
| Totale | Totale   | Totale                            | 1 136,6 |                       |                     |

## Squadre e corridori partecipanti
| N.      | Cod. | Squadra                        |
| ------- | ---- | ------------------------------ |
| 1-7     | MOV  | Movistar Team                  |
| 11-17   | SKY  | Team Sky                       |
| 21-27   | QST  | Quick-Step Floors              |
| 31-37   | BMC  | BMC Racing Team                |
| 41-47   | SUN  | Team Sunweb                    |
| 51-57   | TFS  | Trek-Segafredo                 |
| 61-67   | MTS  | Mitchelton-Scott               |
| 71-77   | BOH  | Bora-Hansgrohe                 |
| 81-87   | ALM  | AG2R La Mondiale               |
| 91-97   | EFD  | Team EF Education First-Drapac |
| 101-107 | TKA  | Team Katusha Alpecin           |
| 111-117 | UAD  | UAE Team Emirates              |
| 121-127 | LTS  | Lotto Soudal                   |

| N.      | Cod. | Squadra                       |
| ------- | ---- | ----------------------------- |
| 131-137 | TBM  | Bahrain-Merida                |
| 141-147 | AST  | Astana Pro Team               |
| 151-157 | TLJ  | Team Lotto NL-Jumbo           |
| 161-167 | GFC  | Groupama-FDJ                  |
| 171-177 | DDD  | Team Dimension Data           |
| 181-187 | BBH  | Burgos-BH                     |
| 191-197 | CJR  | Caja Rural-Seguros RGA        |
| 201-207 | EUS  | Euskadi Basque Country-Murias |
| 211-217 | COF  | Cofidis, Solutions Crédits    |
| 221-227 | ICA  | Israel Cycling Academy        |
| 231-237 | MZN  | Manzana Postobón Team         |
| 241-247 | FST  | Team Fortuneo-Samsic          |

## Dettagli delle tappe

### 1ª tappa
- 19 marzo: Calella > Calella – 152,3 km

Risultati
| Pos. | Corridore    | Squadra    | Tempo    |
| ---- | ------------ | ---------- | -------- |
| 1    | Álvaro Hodeg | Quick-Step | 3h39'31" |
| 2    | Sam Bennett  | Bora       | s.t.     |
| 3    | Jay McCarthy | Bora       | s.t.     |

| Pos. | Corridore     | Squadra    | Tempo    |
| ---- | ------------- | ---------- | -------- |
| 1    | Álvaro Hodeg  | Quick-Step | 3h39'21" |
| 2    | Sam Bennett   | Bora       | a 4"     |
| 3    | Andrij Hrivko | Astana     | a 5"     |

### 2ª tappa
- 20 marzo: Mataró > Valls – 175,6 km

Risultati
| Pos. | Corridore          | Squadra    | Tempo    |
| ---- | ------------------ | ---------- | -------- |
| 1    | Alejandro Valverde | Movistar   | 4h41'50" |
| 2    | Daryl Impey        | Mitchelton | s.t.     |
| 3    | Jay McCarthy       | Bora       | s.t.     |

| Pos. | Corridore          | Squadra    | Tempo    |
| ---- | ------------------ | ---------- | -------- |
| 1    | Alejandro Valverde | Movistar   | 8h21'09" |
| 2    | Jay McCarthy       | Bora       | a 4"     |
| 3    | Daryl Impey        | Mitchelton | a 6"     |

### 3ª tappa
- 21 marzo: Sant Cugat del Vallès > Camprodon – 153,2 km[2]

Risultati
| Pos. | Corridore       | Squadra    | Tempo    |
| ---- | --------------- | ---------- | -------- |
| 1    | Thomas De Gendt | Lotto      | 4h13'48" |
| 2    | Simon Yates     | Mitchelton | a 20"    |
| 3    | Thibaut Pinot   | Groupama   | s.t.     |

| Pos. | Corridore          | Squadra  | Tempo     |
| ---- | ------------------ | -------- | --------- |
| 1    | Thomas De Gendt    | Lotto    | 12h34'54" |
| 2    | Alejandro Valverde | Movistar | a 23"     |
| 3    | Jay McCarthy       | Bora     | a 27"     |

### 4ª tappa
- 22 marzo: Llanars > La Molina – 170,8 km

Risultati
| Pos. | Corridore          | Squadra  | Tempo    |
| ---- | ------------------ | -------- | -------- |
| 1    | Alejandro Valverde | Movistar | 4h25'54" |
| 2    | Egan Bernal        | Sky      | s.t.     |
| 3    | Nairo Quintana     | Movistar | a 6"     |

| Pos. | Corridore          | Squadra  | Tempo     |
| ---- | ------------------ | -------- | --------- |
| 1    | Alejandro Valverde | Movistar | 17h00'58" |
| 2    | Egan Bernal        | Sky      | a 19"     |
| 3    | Nairo Quintana     | Movistar | a 26"     |

### 5ª tappa
- 23 marzo: Llívia > Vielha Val d'Aran – 212,9 km

Risultati
| Pos. | Corridore         | Squadra      | Tempo    |
| ---- | ----------------- | ------------ | -------- |
| 1    | Jarlinson Pantano | Trek         | 5h20'53" |
| 2    | V. Stake Laengen  | UAE          | s.t.     |
| 3    | Matej Mohorič     | Bahrain-Mer. | a 10"    |

| Pos. | Corridore          | Squadra  | Tempo     |
| ---- | ------------------ | -------- | --------- |
| 1    | Alejandro Valverde | Movistar | 22h22'05" |
| 2    | Egan Bernal        | Sky      | a 16"     |
| 3    | Nairo Quintana     | Movistar | a 26"     |

### 6ª tappa
- 24 marzo: La Pobla de Segur > Torrefarrera – 117 km[3]

Risultati
| Pos. | Corridore       | Squadra    | Tempo    |
| ---- | --------------- | ---------- | -------- |
| 1    | Max. Schachmann | Quick-Step | 2h34'25" |
| 2    | Diego Rubio     | Burgos-BH  | s.t.     |
| 3    | Sam Bennett     | Bora       | a 18"    |

| Pos. | Corridore          | Squadra  | Tempo     |
| ---- | ------------------ | -------- | --------- |
| 1    | Alejandro Valverde | Movistar | 24h56'48" |
| 2    | Egan Bernal        | Sky      | a 16"     |
| 3    | Nairo Quintana     | Movistar | a 26"     |

### 7ª tappa
- 25 marzo: Barcellona > Barcellona – 154,8 km

Risultati
| Pos. | Corridore     | Squadra    | Tempo    |
| ---- | ------------- | ---------- | -------- |
| 1    | Simon Yates   | Mitchelton | 3h28'04" |
| 2    | Marc Soler    | Movistar   | a 13"    |
| 3    | Pierre Latour | AG2R       | a 18"    |

| Pos. | Corridore          | Squadra  | Tempo     |
| ---- | ------------------ | -------- | --------- |
| 1    | Alejandro Valverde | Movistar | 28h25'07" |
| 2    | Nairo Quintana     | Movistar | a 29"     |
| 3    | Pierre Latour      | AG2R     | a 47"     |

## Evoluzione delle classifiche
| Tappa              | Vincitore             | Classifica generale Maglia bianco-verde | Classifica scalatori Maglia bianco-rossa | Classifica sprint intermedi Maglia bianco-arancione | Classifica giovani Maglia bianco-blu | Classifica a squadre Numero giallo |
| ------------------ | --------------------- | --------------------------------------- | ---------------------------------------- | --------------------------------------------------- | ------------------------------------ | ---------------------------------- |
| 1ª                 | Álvaro Hodeg          | Álvaro Hodeg                            | Wilmar Paredes                           | Tom Bohli                                           | Álvaro Hodeg                         | Bora-Hansgrohe                     |
| 2ª                 | Alejandro Valverde    | Alejandro Valverde                      | Pierre Latour                            | Tom Bohli                                           | Matej Mohorič                        | Bahrain-Merida                     |
| 3ª                 | Thomas De Gendt       | Thomas De Gendt                         | Thomas De Gendt                          | Lluís Mas                                           | Matej Mohorič                        | Lotto Soudal                       |
| 4ª                 | Alejandro Valverde    | Alejandro Valverde                      | Alejandro Valverde                       | Lluís Mas                                           | Egan Bernal                          | Movistar Team                      |
| 5ª                 | Jarlinson Pantano     | Alejandro Valverde                      | Alejandro Valverde                       | Lluís Mas                                           | Egan Bernal                          | Movistar Team                      |
| 6ª                 | Maximilian Schachmann | Alejandro Valverde                      | Alejandro Valverde                       | Lluís Mas                                           | Egan Bernal                          | Movistar Team                      |
| 7ª                 | Simon Yates           | Alejandro Valverde                      | Alejandro Valverde                       | Lluís Mas                                           | Pierre Latour                        | Movistar Team                      |
| Classifiche finali | Classifiche finali    | Alejandro Valverde                      | Alejandro Valverde                       | Lluís Mas                                           | Pierre Latour                        | Movistar Team                      |

Maglie indossate da altri ciclisti in caso di due o più maglie vinte
- Nella 2ª tappa Niccolò Bonifazio ha indossato la maglia bianco-blu al posto di Álvaro Hodeg.
- Nella 4ª tappa Lluís Mas ha indossato la maglia bianco-rossa al posto di Thomas De Gendt.
- Dalla 5ª alla 7ª tappa Esteban Chaves ha indossato la maglia bianco-rossa al posto di Alejandro Valverde.

## Classifiche finali

### Classifica generale - Maglia bianco-verde
| Pos. | Corridore          | Squadra     | Tempo     |
| ---- | ------------------ | ----------- | --------- |
| 1    | Alejandro Valverde | Movistar    | 28h25'07" |
| 2    | Nairo Quintana     | Movistar    | a 29"     |
| 3    | Pierre Latour      | AG2R        | a 47"     |
| 4    | Simon Yates        | Mitchelton  | s.t.      |
| 5    | Marc Soler         | Movistar    | a 1'10"   |
| 6    | George Bennett     | Lotto NL    | a 1'23"   |
| 7    | Daniel Martínez    | Educ. First | a 1'29"   |
| 8    | Steven Kruijswijk  | Lotto NL    | a 1'31"   |
| 9    | Jesper Hansen      | Astana      | s.t.      |
| 10   | Thibaut Pinot      | Groupama    | a 1'34"   |

### Classifica scalatori - Maglia bianco-rossa
| Pos. | Corridore          | Squadra    | Punti |
| ---- | ------------------ | ---------- | ----- |
| 1    | Alejandro Valverde | Movistar   | 46    |
| 2    | Jordi Simón        | Burgos-BH  | 34    |
| 3    | Marc Soler         | Movistar   | 22    |
| 4    | Antonio Molina     | Caja Rural | 22    |
| 5    | Enric Mas          | Quick-Step | 18    |

### Classifica sprint intermedi - Maglia bianco-arancione
| Pos. | Corridore          | Squadra    | Punti |
| ---- | ------------------ | ---------- | ----- |
| 1    | Lluís Mas          | Caja Rural | 13    |
| 2    | Alejandro Valverde | Movistar   | 8     |
| 3    | José Rojas         | Lotto      | 5     |
| 4    | Tom Bohli          | BMC        | 5     |
| 5    | Diego Rubio        | Burgos-BH  | 3     |

### Classifica giovani - Maglia bianco-blu
| Pos. | Corridore       | Squadra     | Tempo     |
| ---- | --------------- | ----------- | --------- |
| 1    | Pierre Latour   | AG2R        | 28h25'54" |
| 2    | Marc Soler      | Movistar    | a 23"     |
| 3    | Daniel Martínez | Educ. First | a 42"     |
| 4    | Ben O'Connor    | Dimension   | a 48"     |
| 5    | David Gaudu     | Groupama    | a 58"     |

### Classifica a squadre
| Pos. | Squadra                        | Tempo     |
| ---- | ------------------------------ | --------- |
| 1    | Movistar Team                  | 85h17'39" |
| 2    | AG2R La Mondiale               | a 5'02"   |
| 3    | Groupama-FDJ                   | a 5'27"   |
| 4    | Astana Pro Team                | a 6'30"   |
| 5    | Team EF Education First-Drapac | a 8'27"   |